# Marianne North

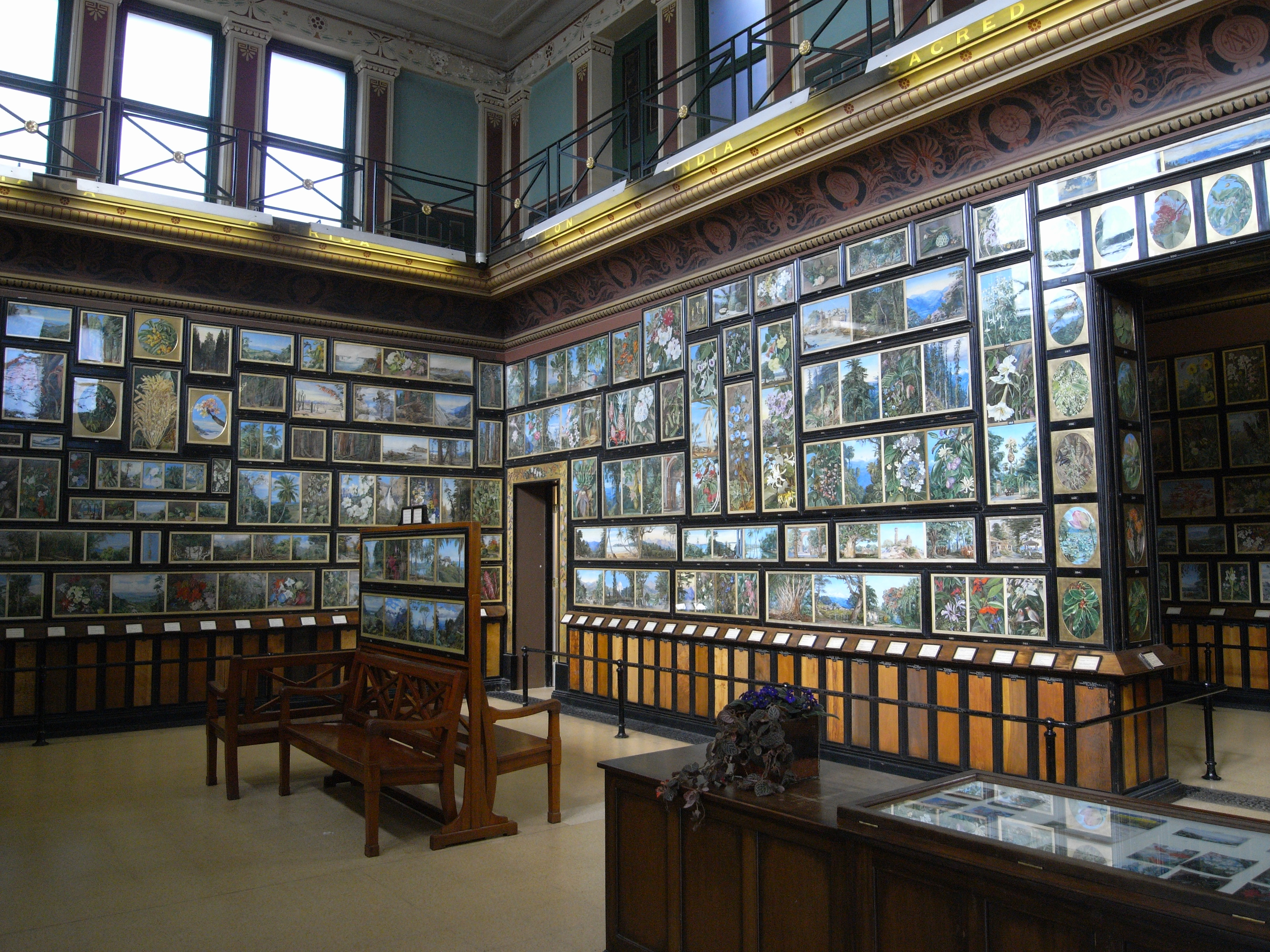
Interieur van de Marianne North Gallery, Kew Gardens (Londen)

Marianne North (Hastings, 24 oktober 1830 – Alderley, 30 augustus 1890) was een Engelse biologe en botanisch kunstenares. Ze werd bekend door haar schilderijen van planten en landschappen, haar lange buitenlandse reizen, haar schrijfwerk, de planten die ze ontdekte, en door de aan haar gewijde galerij in de Royal Botanic Gardens in Kew.

## Jonge jaren en opleiding
Marianne North werd geboren in Hastings als de oudste dochter van Frederick North en Janet Marjoribanks, welvarende landeigenaren die afstamden van de adellijke Engelse familie North. Haar vader was luitenant, vrederechter, en liberaal parlementslid voor Hastings. Hij kwam uit Norfolk. Haar moeder was een dochter van het parlementslid Sir John Marjoribanks, eerste baronet van Lees in het graafschap Berwick.
North volgde in eerste instantie een opleiding tot zangeres bij Charlotte Sainton-Dolby, maar toen haar stem het liet afweten, wijdde ze zich aan het schilderen van bloemen. Na de dood van haar moeder in 1855 reisde ze voortdurend met haar vader mee, die in die tijd parlementslid was voor Hastings. Na zijn dood in 1869 besloot ze haar vroegere ambitie te gaan realiseren om de flora van verre landen op doek vast te leggen.

## Carrière

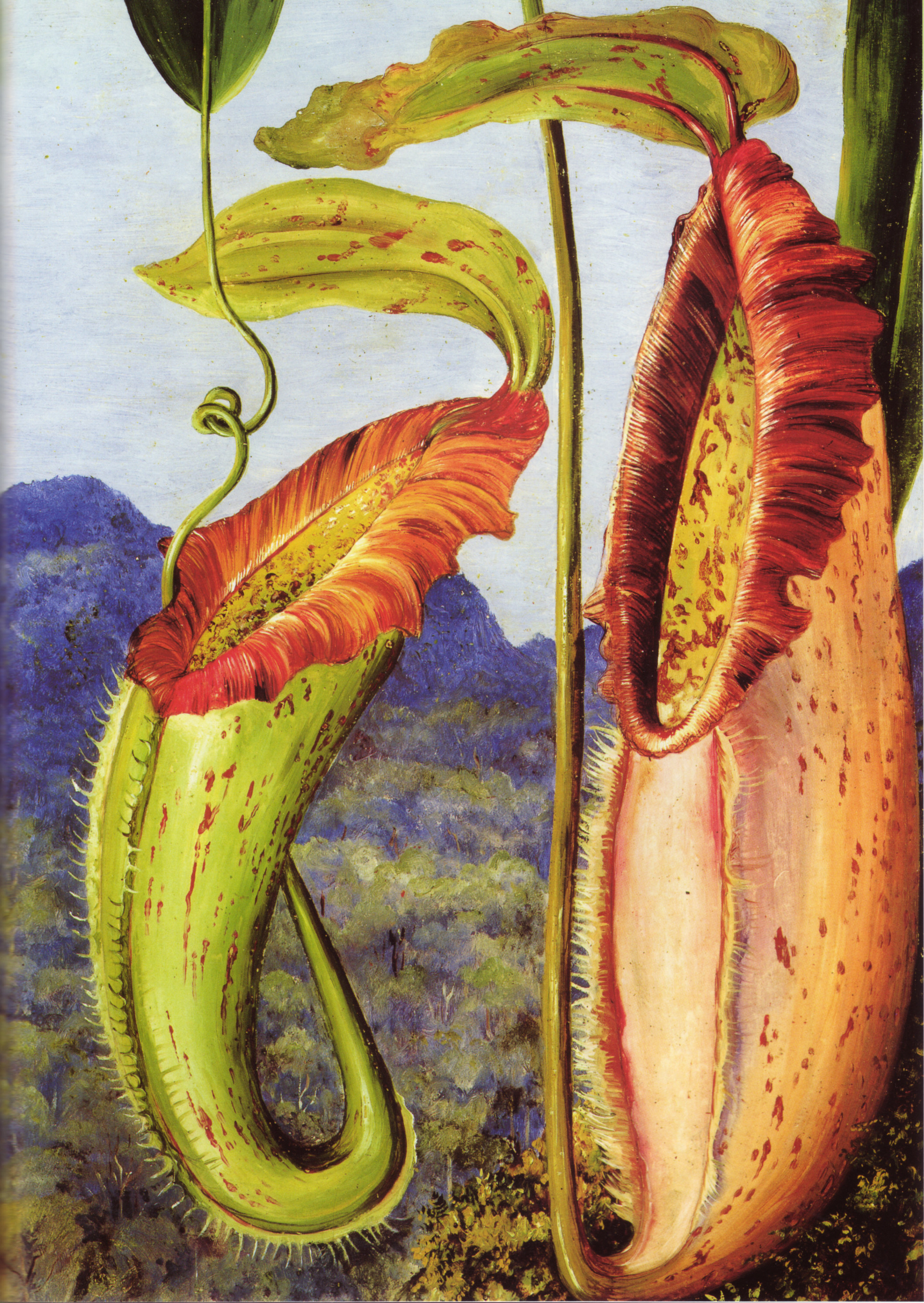
Marianne North's Pitcher Plant, een schilderij van een boven- en onderbeker van Nepenthes northiana

North reisde in 1865-67 met haar vader door Syrië en langs de Nijl. Na de dood van haar vader in 1869 reisde ze door Sicilië en maakte ze er schilderijen. In 1871/72 reisde ze naar Canada, Amerika en Jamaica en bracht ze een jaar door in Brazilië, waar ze het meeste van haar werk verrichtte in een hut diep in het woud. In 1875, nadat ze een paar maanden had doorgebracht op Tenerife, begon ze aan een reis rond de wereld. Twee jaar lang maakte ze schilderijen van de flora van Californië, Japan, Borneo, Java en Ceylon. Tijdens haar bezoek aan Californië sprak ze haar bezorgdheid uit over de naaldbossen die werden gekapt. Het jaar 1878 bracht ze door in verschillende delen van India.
Toen ze terug was in het Verenigd Koninkrijk, stelde North een aantal van haar tekeningen tentoon in Londen. Ze bood aan om een galerij te laten bouwen in de Royal Botanic Gardens in Kew, waar ze haar verzameling onder zou kunnen brengen. Dit aanbod werd geaccepteerd. De bouw van de galerij, ontworpen door James Fergusson, begon datzelfde jaar.
In 1880 ging North op aanraden van Charles Darwin naar Australië. Een jaar lang schilderde ze daar en in Nieuw-Zeeland. Toen ze weer thuis was, deed ze Darwin een plant cadeau (een 'Australian Sheep', Raoulia eximinia) en liet ze hem haar schilderijen van Australië zien. Haar schilderijen van Banksia attenuata, B. grandis en B. robur werden zeer bewonderd. Haar galerij in Kew opende in 1882.
In 1883 werd de galerij in Kew uitgebreid met nog een kamer, nadat ze een reis had gemaakt door Zuid-Afrika. Tijdens deze reis bezocht ze ook de botanisch kunstenares Katharine Saunders. In 1884/85 werkte North op de Seychellen en in Chili. Ze stierf in de plaats Alderley (in het graafschap Gloucestershire) op 30 augustus 1890, en ze ligt er begraven op de lokale begraafplaats.

## Nalatenschap
De wetenschappelijke precisie waarmee ze planten uit de hele wereld documenteerde voordat de fotografie bestond, geeft haar werk blijvende betekenis. Een aantal planten zijn naar haar vernoemd: Areca northiana, Crinum northianum, Kniphofia northiana, Nepenthes northiana, en de geslachtsnaam Northia.
Volgens Kew Gardens is de North Gallery (in het oostelijke deel van de botanische tuin) de enige permanente tentoonstelling in het Verenigd Koninkrijk met werken van slechts één vrouwelijke kunstenares. In 2008 ontving Kew een aanzienlijk bedrag van de nationale loterij, wat een grote restauratie van zowel de galerij als de schilderijen mogelijk maakte. De BBC maakte de documentaire 'Kews forgotten queen', over het leven van North.

## Noot
Er zijn diverse planten met de soortnaam northiana die een andere Mrs. North herdenken: Henrietta Maria North, geboren Bannister (overleden 1796), echtgenote van Brownlow North (1741–1820), bisschop van Winchester, van dezelfde adellijke familie North.

## Afbeeldingen

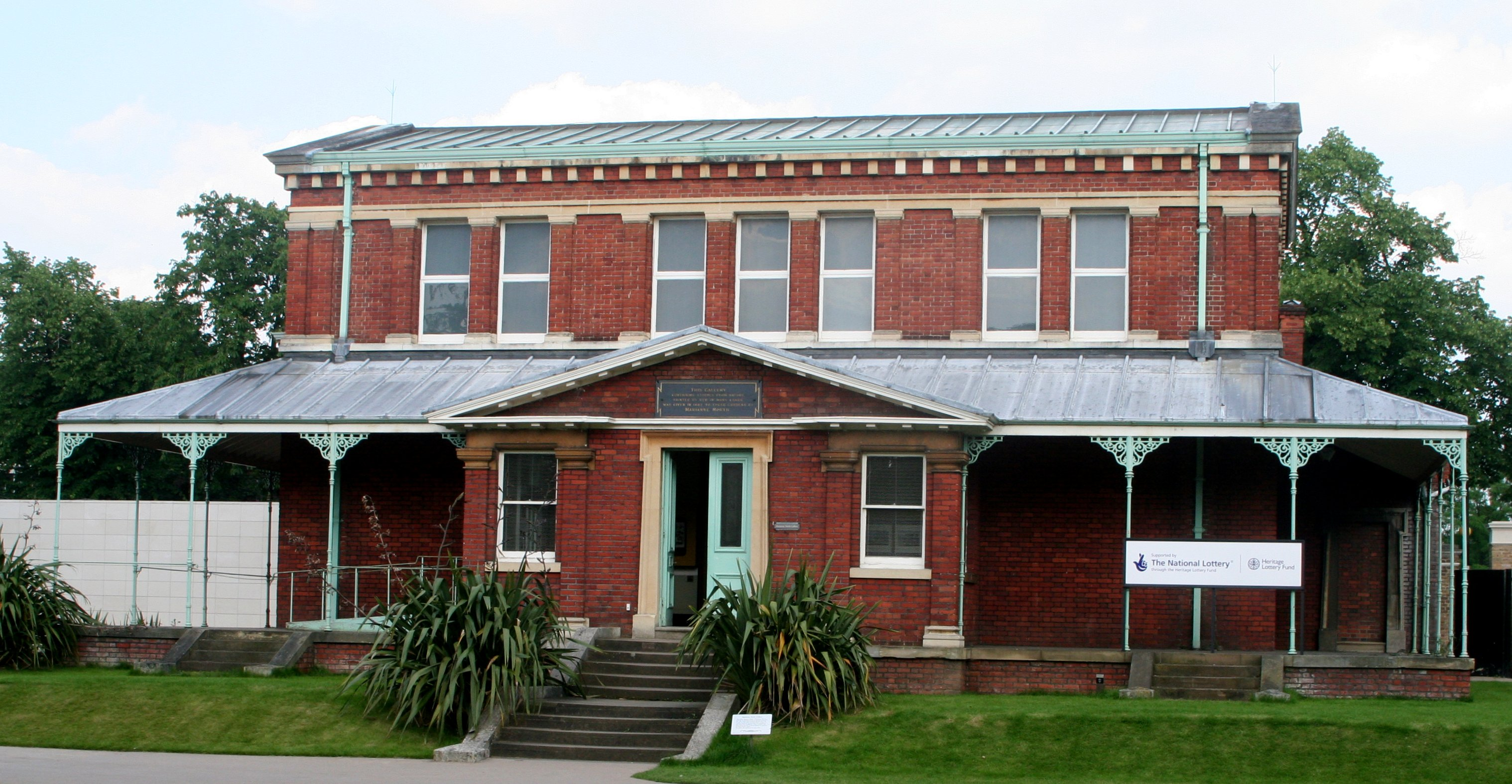
De "Marianne North Gallery of Botanic Art" in Kew Gardens
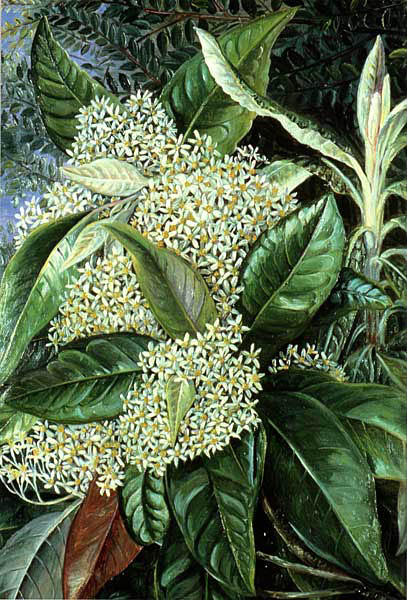
Olearia argophylla
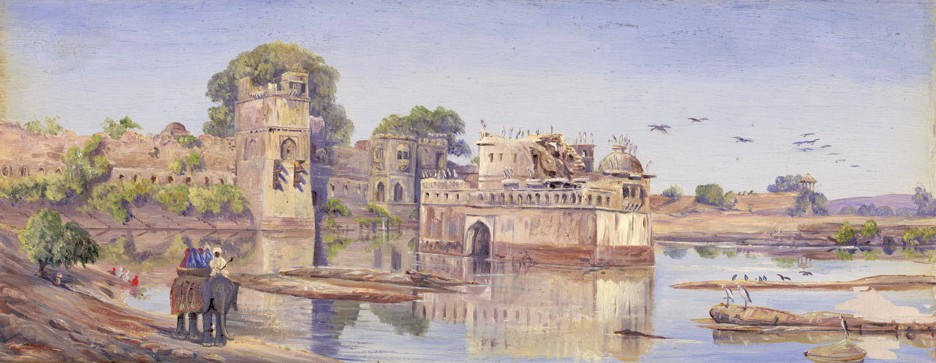
Fort van Rajputs

## Meer lezen
- Dickins, M. (1962). "Marianne North". The Cornhill Magazine 1031: 319–329
- Lees-Milne, A (1964). Marianne North. Journal of Royal Horticultural Society 98 (6): 231–240.
- Middleton, Dorothy (2004). North, Marianne (1830–1890) in: Oxford Dictionary of National Biography; DOI:10.1093/ref:odnb/20311
- Middleton, D. (1962). "Flowers in a landscape". Geographical Magazine 35(8): pp. 445–462.
- Middleton, Dorothy (1965). Victorian lady travellers. Academy Chicago. ISBN 978-0-89733-063-3. Gearchiveerd op 3 mei 2023.
- North, Marianne (1894). Recollection and Further Recollection of a Happy Life: being the Autobiography of Marianne North. MacMillan, New York.
- North, Marianne (1894). Recollection and Further Recollection of a Happy Life: being the Autobiography of Marianne North. MacMillan, New York.
- North, Marianne (1893). Some further recollections of a happy life, selected from the journals of Marianne North, chiefly between the years 1859 and 1869;. MacMillan, London.
- Hughes, Reginald (1893). Review of Some Further Reflections of a Happy Life. The Academy 44 (1110): 127.  Gearchiveerd van origineel op 12 januari 2019.